# Citrofortunella microcarpa
La calamondina o calamansí, también conocida como "planta de naranjo miniatura", es nativa de Filipinas y de China, nombre científico Citrofortunella microcarpa (Citrus × microcarpa según otros taxónomos). Se usa mucho como bonsái. Produce naranjas diminutas comestibles y agrias. Se usan como si fueran limones o limas en muchas recetas.
En climas fríos, es un árbol de interior. Produce flores y fruta al mismo tiempo.

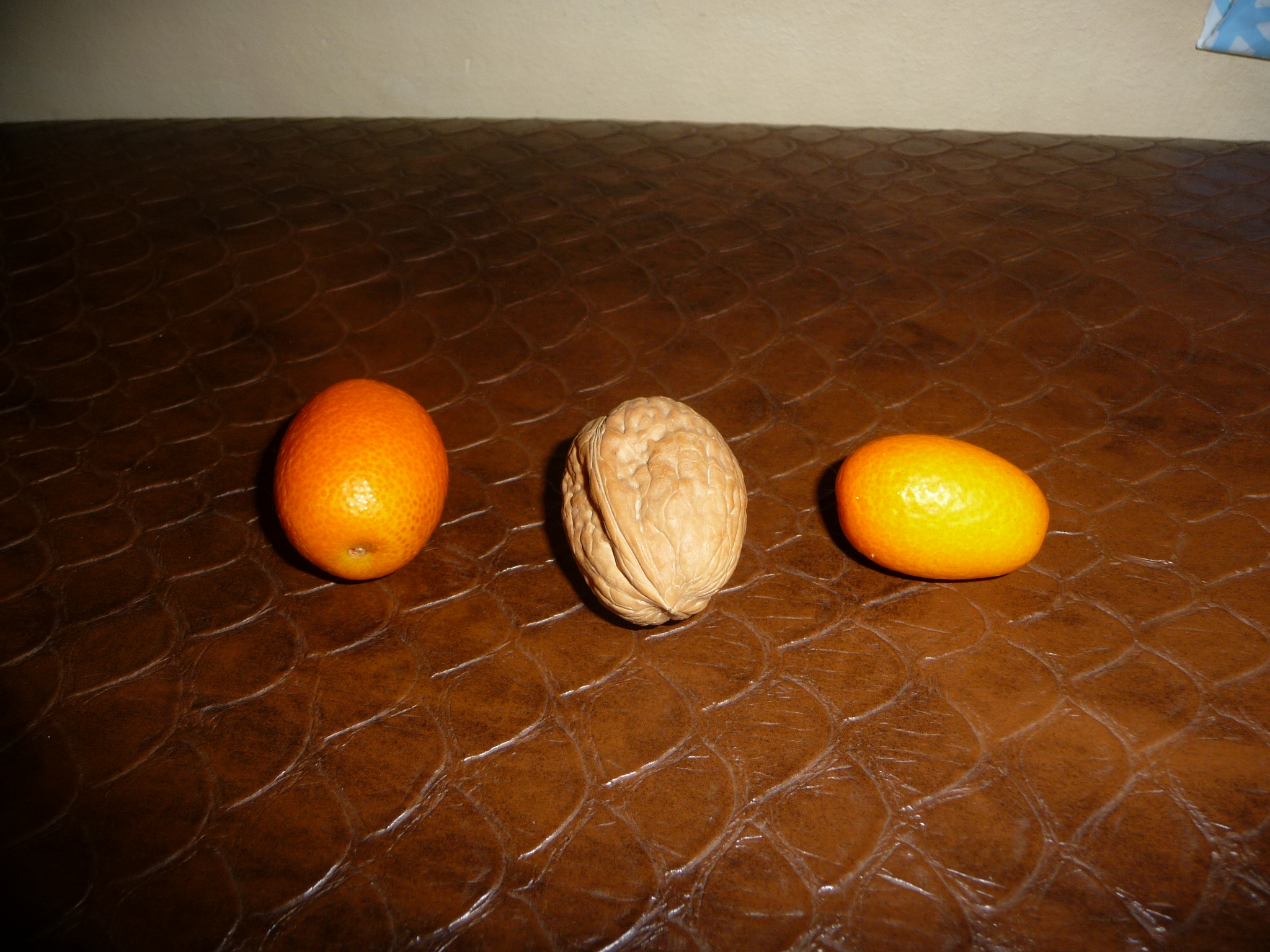
Naranjas de Calamondina.